# 笠戶丸
笠户丸（  ）是一艘日本鋼製貨客船，服役期間涵蓋明治時代後期至第二次世界大戰。其前身為俄羅斯志願艦隊所屬的「喀山號」（Kazan）。
笠戶丸最初用於國際與來往臺灣的內台航路，並因擔任日本前往夏威夷與巴西移民的輸送船而知名。此後，該船改裝為漁業工船，數度轉籍於不同漁業公司。最終於第二次世界大戰末期在堪察加半島近海遭蘇聯軍擊沉。

## 歷史

### 喀山號

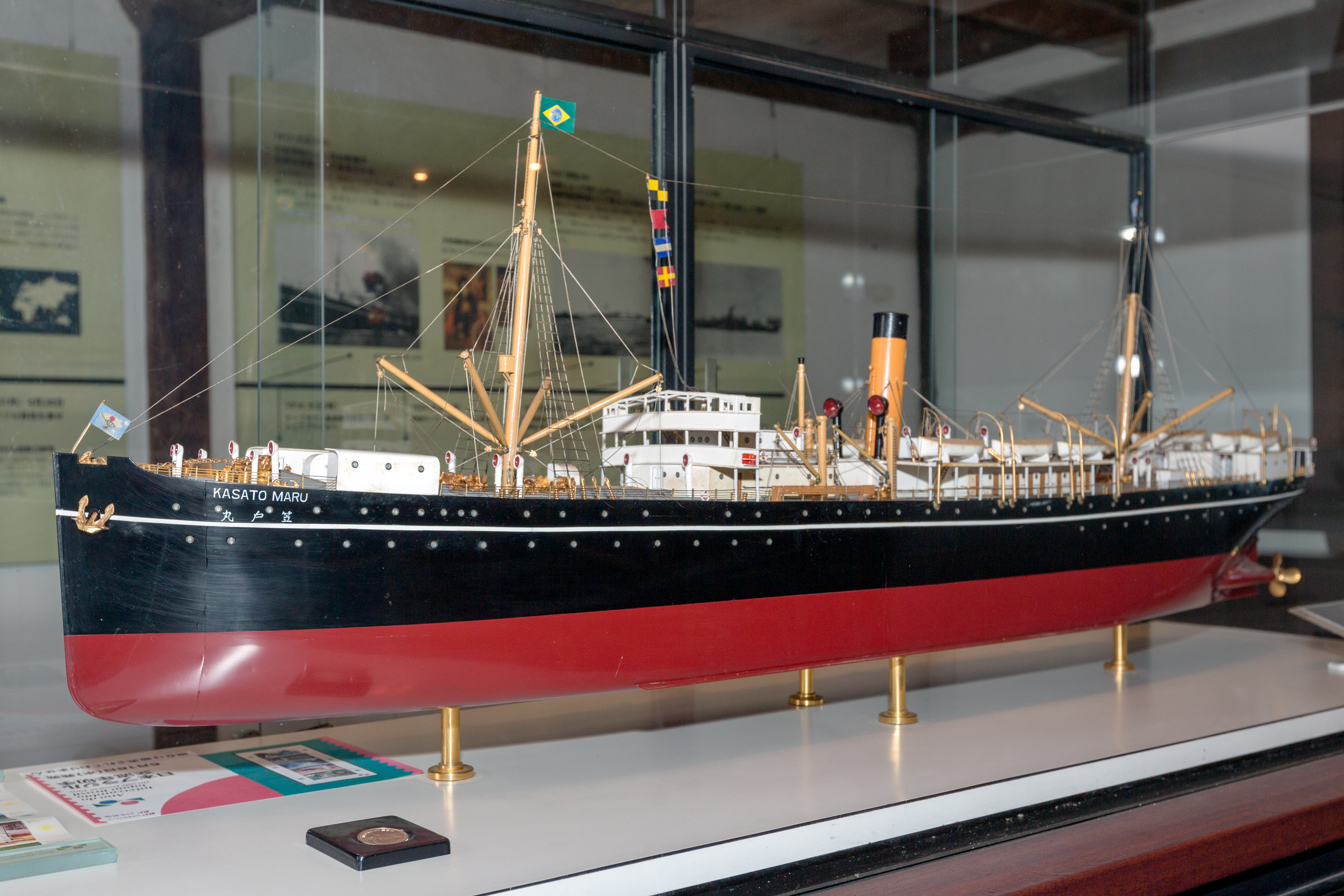
博物館明治村展示的笠戶丸模型。

1899年2月17日，太平洋汽船公司向威格姆·理查森造船公司下訂了兩艘汽船。其中一艘即為編號362號船，即後來的喀山號。362號船於1899年9月1日動工，1900年6月13日下水，最初命名為波托西號（Potosí）」，之後出售給俄羅斯義勇艦隊，並於同年9月改名為「卡贊（Kazan）」。1900年9月17日，喀山號自泰恩河畔紐卡素啟航前往敖德薩。
喀山號隨後航行於敖德薩與海參崴之間，執行兵員運輸任務等。1904年2月3日，喀山號載運士兵進入旅順，並於當地迎來日俄戰爭爆發。
1904年2月9日，喀山號遭日本艦隊砲擊，命中一發。該砲彈雖未爆炸，仍引發火災。其後喀山號被用於收容傷患，並於7月18日被指定為依日內瓦公約標準的紅十字醫院船。雖然11月1日接獲命令廢止醫院船任務，但似乎在12月已恢復該職務。12月30日，喀山號的一艘鋼製小艇搭載六人及機密文件自旅順出逃。

### 笠戶丸
旅順淪陷後，日本海軍以廢止病院船業務的命令為依據，決定將喀山號作為戰利品。1905年5月12日，日本方面登船並告知將其列為戰利品，當日正式改登日本船籍。之後進行離礁作業，於6月3日正式命名為笠戶丸，本籍設在吴镇守府。6月8日，由橋本又吉郎中佐率領的回航員隊伍護送，從旅順啟航。經停大連、佐世保市後，於6月21日抵達吳港。
笠戶丸被用於陸軍的撤退輸送，於8月14日供軍方使用，在1905年12月至1906年7月間，至少往返大連與宇品六次以上。其營運委由三井物產合名公司負責。
由於維持費用高昂，日本海軍決定將笠戶丸與同為戰利品的「楠保丸」出租給民間公司。7月17日，東洋汽船以每月約4200日圓承租笠戶丸，另以500日圓承租「楠保丸」，並接獲維護兩船的命令。

#### 移民輸送

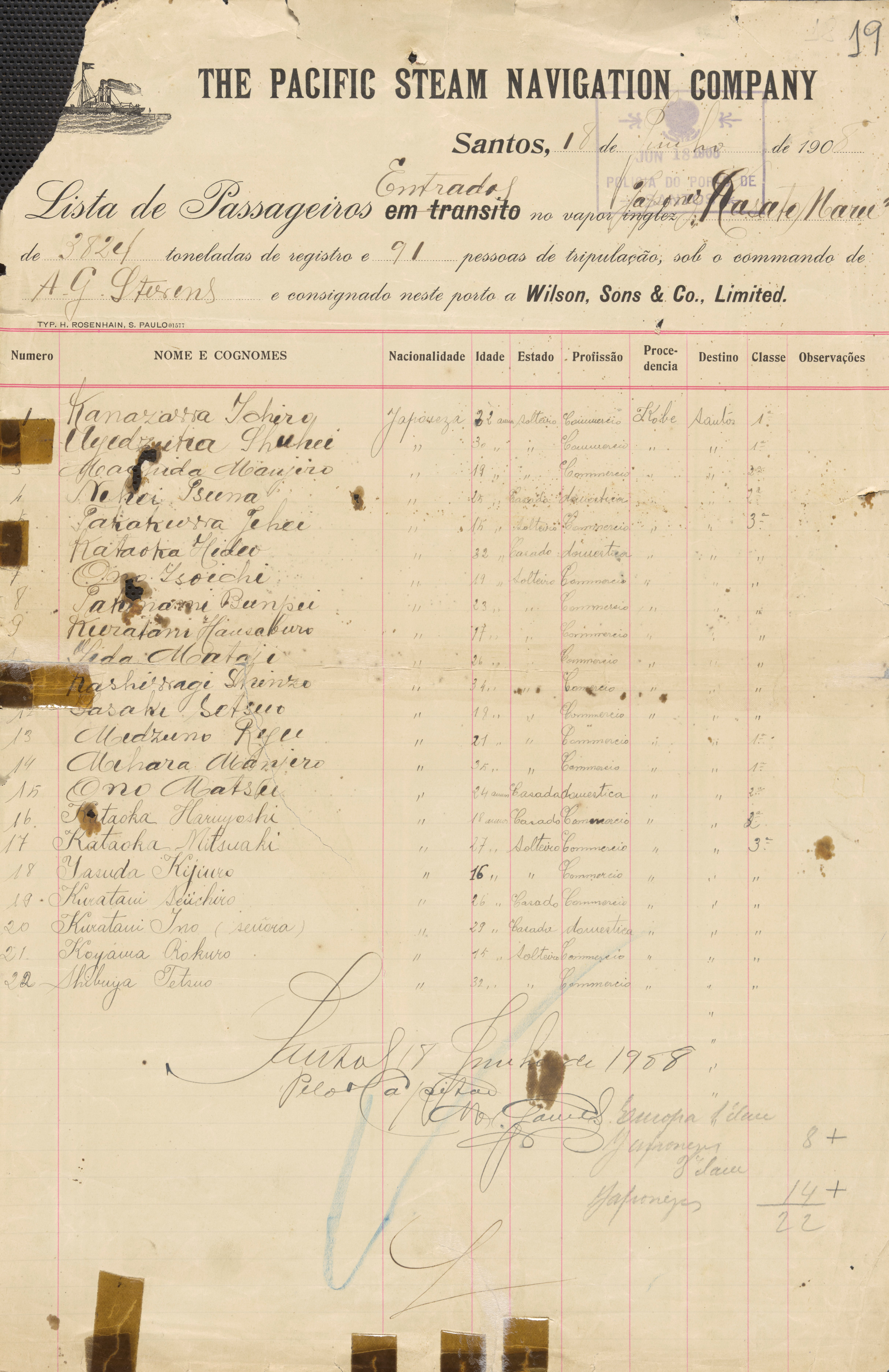
前往桑托斯港的笠戶丸乘客名單第一頁（1908年）

在東洋汽船接手後，笠戶丸先從長崎港開往香港搭載中國移民，隨後轉至神戶，搭載準備前往夏威夷的日本移民。接著於橫濱再度搭載移民，1906年8月30日揚帆前往夏威夷。當時船上約搭載1000名移民。此航次除夏威夷外，亦途經秘魯及智利北部地區。
下一趟航行，笠戶丸先抵達香港，隨後於1907年1月5日載運森岡商會及明治移民合資公司委託的452名移民自橫濱港出港前往秘鲁。是否亦有清國移民同船，則不得而知。2月8日抵達卡亞俄港，並經過塞羅阿蘇爾，於2月26日抵達莫恩多港。期間在卡亞奧發生移民逃逸事件，6人逃脫，3人偷偷搭乘返航笠戶丸回日本。
笠戶丸經過火奴魯魯返回日本，於5月8日自神戶前往香港，途中搭載清國移民782人及約3000噸美國穀物。6月5日從橫濱出航。熊本移民合資公司提交的赴墨西哥伊基克移民名單中，記載有268人。之後直航至薩利納克魯斯，接著前往秘魯。
1907年10月23日出航的航次，由東洋移民公司及熊本移民公司合辦，搭載294名移民。抵達薩利納克魯斯後，11月底有7名移民因病無法登岸。接著船隻前往秘魯及智利，最後經夏威夷返航日本。
1908年，笠戶丸承載皇國殖民公司所派遣的781名巴西移民（人數依資料有所差異），連同皇國殖民公司社長水野龍等人，於4月28日自神戶出發。經由新加坡、開普敦等地，前往巴西。6月15日臨近抵達桑托斯港時，船內發生一起謀殺案。6月18日，笠戶丸抵達桑托斯，翌日靠岸卸下移民，在巴西，此日被紀念為「日本移民日」，在日本則稱為「海外移住日」。。8月26日返回橫濱港。
水野所留下的《笠戶丸航海日記》是記錄「笠戶丸」航程的重要文獻，而由神戶海洋氣象台保存的神戶資料館中，亦保存有追蹤該船航跡的觀測資料。
12月，笠戶丸被返還給日本海軍。

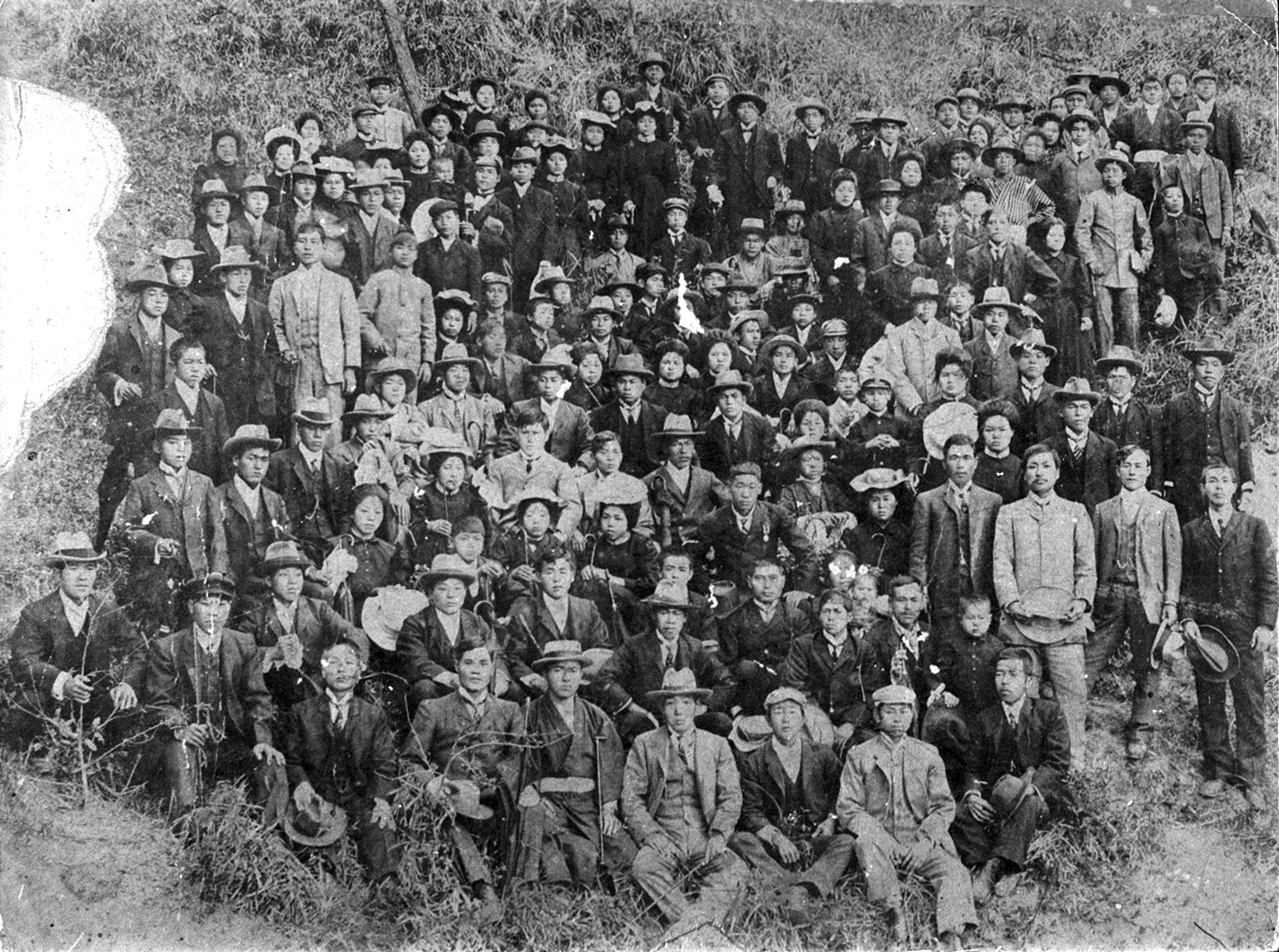
前往巴西前的笠戶丸乘客
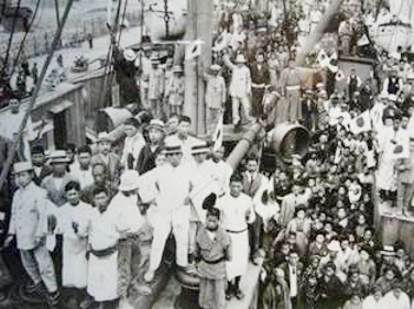
笠戶丸乘客與船隻合影
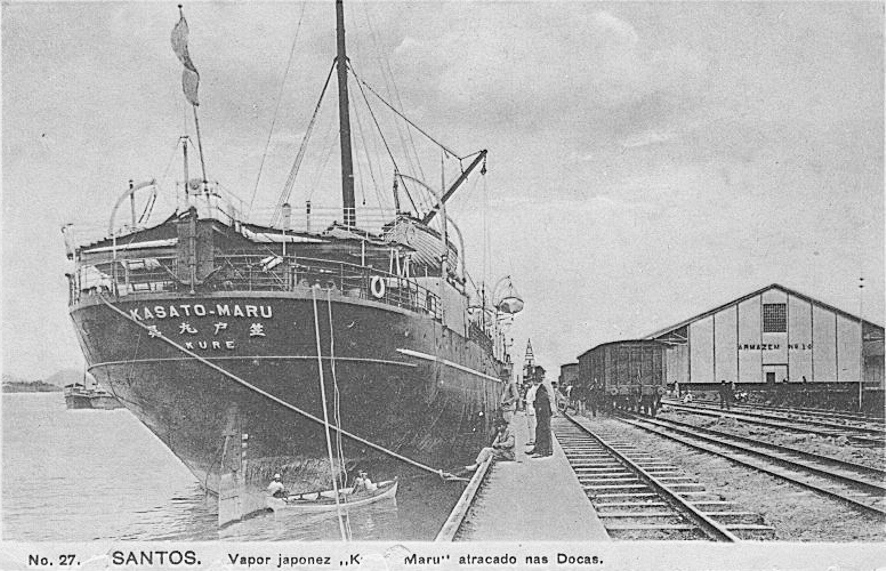
位於巴西桑托斯港的笠戶丸

#### 臺灣航線

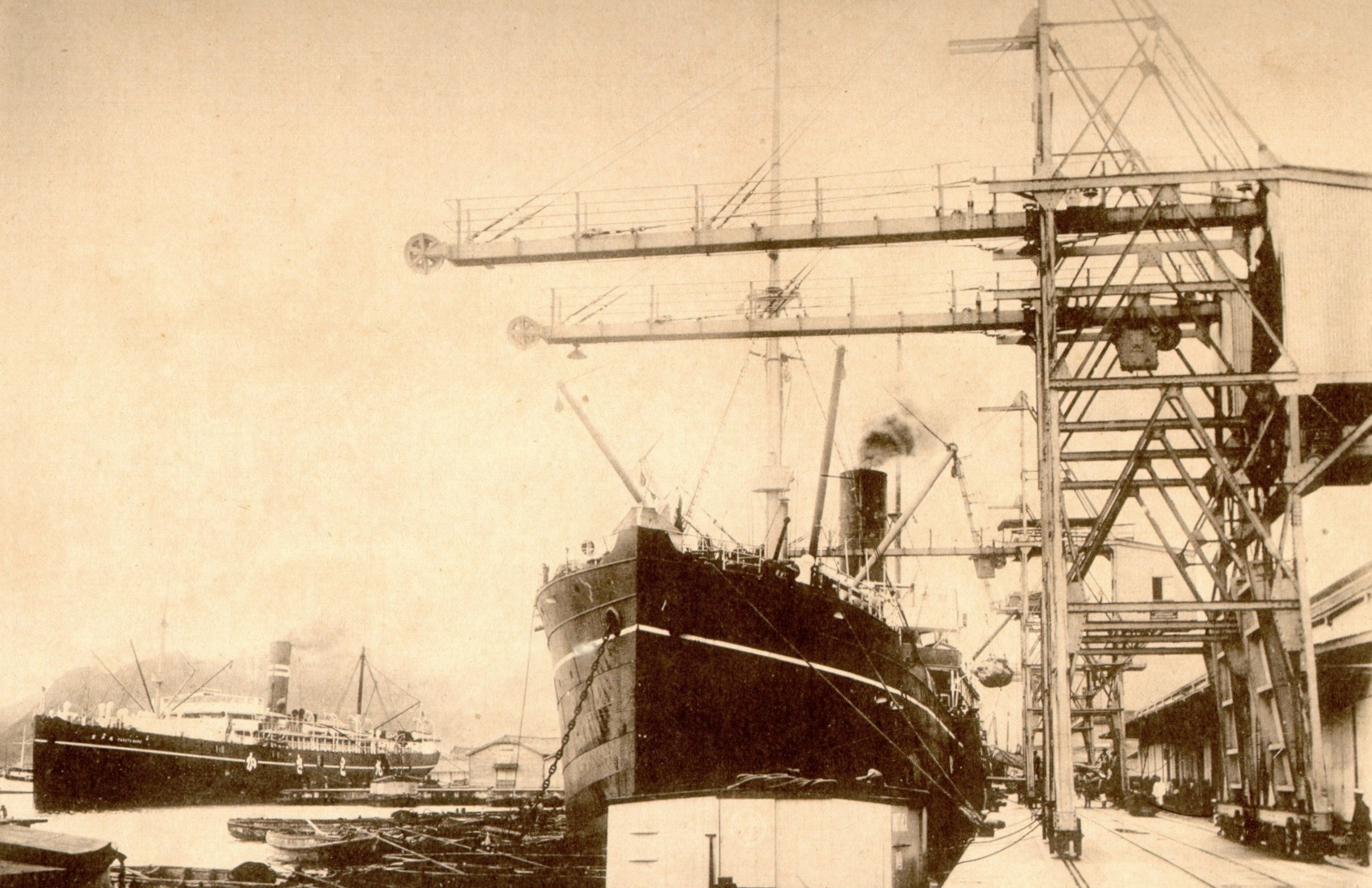
停靠於基隆市的笠戶丸（位於左側背景），攝於1915年。

大阪商船於1909年將「櫻丸」投入前往臺灣的內台航路，但因該船動搖劇烈等問題，故決定向海軍租借笠戶丸。1910年1月18日，笠戶丸在川崎造船所花費20萬日圓改裝為客船，但在此之前的1909年12月29日，於速度試驗中發生與帆船相撞事故。4月8日，笠戶丸開始營運臺灣航線，成為神戶至基隆的定期航船。
1910年7月4日，笠戶丸在門司港與大阪商船的菱島丸（29噸）相撞，導致菱島丸沉沒。1912年3月31日，大阪商船正式購入笠戶丸。1914年1月15日，笠戶丸在門司港與目尾丸及大和丸發生碰撞事故。
1916年12月29日，笠戶丸作為南美航線首航船自橫濱啟航。航線途經神戶、長崎、香港、新加坡、德班、開普敦及里約熱內盧，最終抵達布宜諾斯艾利斯。神戶出港時間為1917年1月15日，抵達里約熱內盧為3月20日。同年9月22日，笠戶丸自大阪啟航前往孟買。之後至1922年，笠戶丸主要配屬於孟買航線，期間亦有回歸臺灣航線運行。
1922年，笠戶丸再次進行改造。改造後一等及二等艙位容量減少，三等艙位則有所增加。4月24日，笠戶丸正式復歸臺灣航線。1923年4月5日，笠戶丸在瀨戶內海小槌島西北海域與福榮丸相撞。1925年5月13日，與漁船三信丸發生碰撞事故，造成三信丸一名船員失蹤。1924年6月，隨《1924年移民法令》在美國國會通過，笠裡丸於6月14日從神戶港起航，載著320名移民前往夏威夷，成為最後一批移民前往夏威夷的日本船隻。。
1926年7月，臺灣原住民研究者森丑之助自基隆港搭乘笠戶丸返日。行船途中於7月4日失蹤，船上僅留有鞋子、手錶和雨傘等個人物品，並未留下遺書，享年49歲。直至1947年，東京戶政單位受理森富美提出的失蹤通報，森氏戶籍欄最終註明為「昭和8年7月4日確認業已死亡」。。
1927年4月3日，笠戶丸完成基隆出發的最後一次航行，隨後退出臺灣航線。

#### 醫院船
笠戶丸轉往大連航線，後來改為海軍医疗船。當時因中國局勢惡化，日本海軍在上海市與漢口保護居留民，但當地衛生環境不佳，因此決定派遣醫院船。當時笠戶丸被列為改造為醫院船的候補艦艇之一。
1929年，海軍與大阪商船簽訂笠戶丸租賃契約，5月16日任命笹野正人軍醫大佐為笠戶丸醫院長兼第一部長。該船在吳港改裝為醫院船，並於7月5日完工。7月9日，笠戶丸自吳港出航，先後前往上海與漢口，8月13日返回佐世保。當時《長崎日日新聞》報導笠戶丸載有83名陸戰隊員紅痢患者抵港。此後，笠戶丸曾兩度前往上海及漢口執行任務。10月，笠戶丸醫院船任務結束，11月間恢復商船身份並返還大阪商船。
1929年12月，笠戶丸前往孟買航線。不過，12月30日門司港出航後，後部第四貨倉發生火災。笠戶丸返航長崎，但火勢蔓延至第三貨倉。12月31日午夜抵達長崎港外，1930年1月1日13時左右火勢撲滅。火災原因為船上所載火柴因船體晃動引燃。
之後，笠戶丸於1930年2月前仍在加爾各答航線運行。

#### 沙丁魚加工船與蟹罐頭船
1930年4月21日，笠戶丸以18萬日圓賣予鹽崎與吉。之後笠戶丸被以實物出資方式投入由鹽崎與東代清次郎共同設立的東洋興業，成為該公司所有。該船改裝為加工沙丁魚魚糧的工船，但由於漁獲不佳，計劃宣告失敗。東洋興業因無法獲利而解散。
1933年，笠戶丸改為魚糧加工船。1935年，笠戶丸轉為沖取工船及鮭魚和鱒魚加工罐頭船。所謂「沖取」指的是於公海作業的漁撈，「鮭魚・鱒魚罐頭船」則為加工鮭魚與鱒魚罐頭的船隻。笠戶丸隸屬新興水產，1938年隨該公司被日本水產吸收，船隻亦歸入日本水產旗下。
1938年至1940年間，笠戶丸作為蟹罐頭加工船出海捕撈。

### 太平洋戰爭
1941年，笠戶丸的具體動向不詳。同年，其母船式蟹漁業暫停休漁。太平洋戰爭期間的1942年與1943年，笠戶丸仍有出海作業。此時笠戶丸已不再作為蟹工船，而是用於魚類冷藏運輸，同時也承擔鹽類運輸任務。
1944年，笠戶丸已無法繼續出海捕撈。7月5日，笠戶丸隸屬於キ五〇四船團從小樽出航。護航的驅逐艦「薄雲」於7日遭遇美軍潛艇攻擊，9日船團中太平丸亦被擊沉。7月17日起，笠戶丸繞行位於堪察加半島的日魯漁業工廠後返回小樽。當時擔任操舵手的小坂谷寬斌回憶，返航途中曾遭受戰鬥機機槍掃射，造成傷亡。9月，笠戶丸再次前往堪察加半島。
1945年5月19日，笠戶丸在執行貨物運輸任務期間，於朝鮮鞍馬島北北西約7浬處發現潛艇，並以25毫米機槍及8公分火炮進行攻擊。宇佐美昇三推測該潛艇可能為美軍尖嘴魚號潛艇。

#### 沉沒
1945年7月，為取回日魯漁業在堪察加生產但尚未運走的物資，笠戶丸與第二龍寶丸在第五十七號海防艦及第七十五號海防艦護衛下，自小樽出航。1945年8月9日，笠戶丸於堪察加近海遭擊沉。關於沉沒原因，存在多種說法，包括蘇聯砲擊、爆炸物引爆，以及MBR-2航空機投彈等可能性。
同日，蘇聯兵命令登陸時，有一名病弱作業員被留在船上，推測在沉沒過程中身亡。此外，登陸後徒步押送至拘留所途中，亦有一名人員死亡。
1947年10月23日，共有136名船員與作業員返國，期間共有7名船員與8名作業員於被拘留期間死亡。另外，日魯漁業的部分員工、兩名情報官與一名通譯被押送至西伯利亚。

## 影響

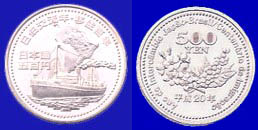
日本－巴西交流年暨日本人移民巴西100周年紀念幣，刻有笠戶丸圖像。

在日本海軍中，「笠戶」的名稱被繼承給了択捉型海防艦的海防艦「笠戶」。1970年代，航行於北洋的「笠戶丸」形象曾被用於歌謠曲歌詞中，如《石狩挽歌》。
笠戶丸於1908年首次將日本移民送達巴西桑托斯港，恰逢100周年的2008年6月18日，由海上自衛隊練習艦隊所屬的練習艦「かしま」、「うみぎり」、「あさぎり」訪問桑托斯，參與移民百年紀念活動。，同年，以笠戶丸為主題的紀念幣「日本－巴西交流年暨日本人移民巴西100周年紀念」500日圓硬幣於日本發行。

## 殘骸
笠戶丸殘骸目前位於白令海水下18公尺深處，保存狀況良好。
2016年，俄羅斯與巴西簽署協議對笠戶丸部分殘骸進行打撈作業，以回收兩個各重約九噸的錨、舵與鐘等物件。此次探勘亦結合了生物學與氣候學領域的多項科學研究，目的是調查沉沒海域的當地海洋生態，以及探討全球暖化對環境的影響。探險行動由俄羅斯地理學會的團隊主導。但受政治局勢，巴西最終取消了所有計劃。